# 理查德·豪恩斯洛
理查德·豪恩斯洛（英語：Richard Hounslow，1981年12月19日—），英国男子皮划艇运动员。他曾代表英国参加2012年和2016年夏季奥林匹克运动会皮划艇比赛，获得二枚银牌，均来自男子双人划艇激流项目。